# Mecze reprezentacji Polski w piłce siatkowej kobiet prowadzonej przez Wiesława Popika
Zestawienie meczów reprezentacji Polski w piłce siatkowej kobiet prowadzonej przez Wiesława Popika:

## Mecze towarzyskie i sparingowe
| Nr   | Przeciwnik | Miejsce       | Data     | Wynik (Polska-przeciwnik)               | Impreza         | Raport |
| 2011 | 2011       | 2011          | 2011     | 2011                                    | 2011            | 2011   |
| ---- | ---------- | ------------- | -------- | --------------------------------------- | --------------- | ------ |
| 1    | Rosja      | Jekaterynburg | 5 lipca  | 1:3 (25:22, 11:25, 22:25, 24:26)        | mecz towarzyski |        |
| 2    | Brazylia   | Jekaterynburg | 6 lipca  | 1:3 (18:25, 21:25, 29:27, 25:14)        | Puchar Jelcyna  |        |
| 3    | Holandia   | Jekaterynburg | 7 lipca  | 3:2 (25:17, 25:19, 17:25, 16:25, 15:12) | Puchar Jelcyna  |        |
| 4    | Chiny      | Jekaterynburg | 9 lipca  | 0:3 (33:35, 23:25, 21:25)               | Puchar Jelcyna  |        |
| 5    | Rosja      | Jekaterynburg | 10 lipca | 2:3 (25:22, 22:25, 22:25, 25:22, 14:16) | Puchar Jelcyna  |        |